# NASLite
NASLite v1.x je bezplatná distribuce Linuxu navržená tak, aby se vešla na jednu 3 ½-palcovou High Density disketu formátovanou na 1.72 MB. NASLite podporuje souborové systémy pro Windows, Linux, Mac OS X a některé další. 
K dispozici jsou i další verze, které podporují různé síťové protokoly, nebo zavádění operačního systému z CD-ROM, USB zařízení, nebo pevného disku. Všechny verze NASLite a jeho varianty jsou licencovány pod GPL.

## Minimální hardwarové požadavky
NASLite běží i na zastaralém hardware, ale vyžaduje minimálně počítač s rozhraním PCI. Jiné minimální požadavky jsou 486DX nebo Pentium, 16 MB RAM, ethernetová PCI karta, IDE pevného disku a disketové jednotky. 

## Síťové vlastnosti
NASlite má tři varianty podporující různé síťové služby. Jedná se o Sambu sloužící k podpoře Microsoft klientské počítače se systémem Windows, NFS slouží pro unixové operační systémy, nebo FTP (pouze anonymní FTP). Podporuje také vzdálenou správu přes telnet (i když ne SSH), a obsahuje webový server.

## Kompatibilita
Vzhledem k tomu, že je založen na Linuxu, NASLite (podobně jako jiné distribuce Linuxu), podporuje nové větší pevné disky, které často nejsou podporovány staršími stroji, obchází totiž BIOS a přímý přístup na pevný disk.